# 후지노우시지마역
후지노우시지마역(일본어: 藤の牛島駅)은 일본 사이타마현 가스카베시에 있는 철도역이다.

## 타는 곳
| 번선 | 노선                | 방향 | 행선                              |
| ---- | ------------------- | ---- | --------------------------------- |
| 1    | 도부 어반 파크 라인 | 상행 | 가스카베 · 이와쓰키 · 오미야 방면 |
| 2    | 도부 어반 파크 라인 | 하행 | 노다시 · 가시와 · 후나바시 방면   |

## 역세권 정보
- 가스카베 시 우시지마 공원
  - 가스카베 시 우시지마 야구장
- 가스카베 우시지마 우체국

## 역사
- 1930년 10월 1일: 우시지마역으로 영업을 개시함.
- 1931년 3월 5일: 후지노우시지마역으로 역 명칭을 변경함.
- 2009년
  - 3월 23일: 발차 멜로디 도입.
  - 12월 1일: 역 업무를 도부 철도 정거장 서비스에 위탁함.
- 2010년 12월 15일: 엘리베이터와 다기능 화장실 설치 및 공용 개시.
- 2015년 11월 30일: 승강장 내 블록 설치 공사 완료.

## 인접역
| 도부 철도 노다 선          | 도부 철도 노다 선 | 도부 철도 노다 선                |
| -------------------------- | ----------------- | -------------------------------- |
| TD 10 가스카베 오미야 방면 |                   | 미나미사쿠라이 TD 12 가시와 방면 |